# Hieracium pseudopellucidum
Hieracium pseudopellucidum là một loài thực vật có hoa trong họ Cúc. Loài này được Brenner mô tả khoa học đầu tiên năm 1893.